# Sport im deutschen Hörfunk
Der Sport im deutschen Hörfunk umfasst Hörfunkübertragungen von Sportereignissen sowie Hörfunksendungen über den Sport.

## Geschichte

### Bis 1945
Die Geschichte des Sporthörfunks in Deutschland ist eng mit der Entwicklung des Hörfunks seit 1923 verbunden.
Als erste deutsche Sportübertragung im Hörfunk gilt eine Ruderregatta in Münster im Sommer 1925. Dies gilt allerdings als umstritten.
Am 1. November 1925 sprach Bernhard Ernst den ersten Livekommentar zu einem Fußballspiel zwischen Preußen Münster und Arminia Bielefeld im Radio.
Das erste per Rundfunk verfolgbare Fußballländerspiel war die Begegnung zwischen Deutschland und den Niederlanden am 18. April 1926 in Düsseldorf.
Einen ersten Höhepunkt erreichte die sportliche Rundfunkübertragung während der Olympischen Spiele 1936 in Berlin.

### Nach 1945
RTL Radio hatte in den 1980er Jahren eine Bundesliga-Hörfunksendung, die RTL Torparade, bei der auch Fritz Walter moderierte und die gefallenen Tore durchgegeben wurden.
Heute erreichen Sportsendungen nach wie vor hohe Hörerzahlen. Es gibt z. B. die Bundesligakonferenz des WDR 2 für alle ARD-Hörfunkwellen, die live über alle Spiele der Fußball-Bundesliga berichtet. Auch zur Fußball-EM und Fußball-WM gibt es Live-Berichterstattung im Hörfunk, z. B. auf dem Radiosender WDR Event.

## Sendungen (Auswahl)
- Bundesligakonferenz
- Heute im Stadion

## Bekannte Sprecher (Auswahl)
- Bernhard Ernst
- Fritz Hausmann
- Arno Hellmis
- Paul Laven
- Heinz Maegerlein
- Gerd Rubenbauer
- Harry Valérien
- Rolf Wernicke
- Herbert Zimmermann